# Richard S. Whaley

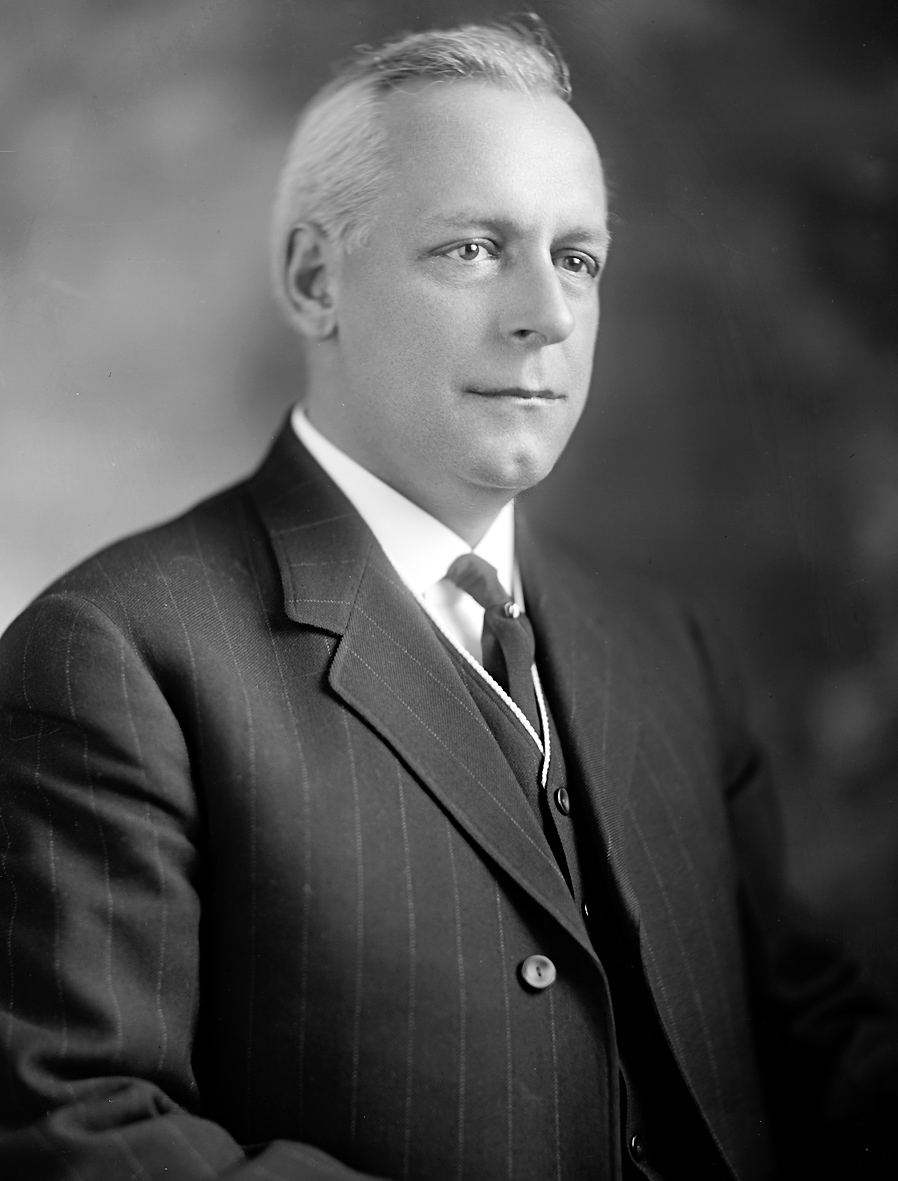
Richard S. Whaley

Richard Smith Whaley (* 15. Juli 1874 in Charleston, South Carolina; † 8. November 1951 ebenda) war ein US-amerikanischer Jurist und Politiker. Zwischen 1913 und 1921 vertrat er den Bundesstaat South Carolina im US-Repräsentantenhaus.

## Werdegang
Richard Whaley besuchte zunächst die Episcopal High School in Alexandria (Virginia). Nach einem anschließenden Jurastudium an der University of Virginia in Charlottesville und seiner im Jahr 1897 erfolgten Zulassung als Rechtsanwalt begann er in Charleston in diesem Beruf zu arbeiten.
Politisch schloss sich Whaley der Demokratischen Partei an. Zwischen 1901 und 1910 und nochmals im Jahr 1913 saß er als Abgeordneter im Repräsentantenhaus von South Carolina; zwischen 1907 und 1910 war er Präsident dieser Kammer. 1913 war er amtierender Parlamentspräsident (Speaker pro Tempore). Im Jahr 1910 leitete Whaley den regionalen Parteitag der Demokraten in South Carolina. 1912 und 1920 war er jeweils Delegierter zu den Democratic National Conventions, auf denen Woodrow Wilson und später James M. Cox als Präsidentschaftskandidaten nominiert wurden.
Nach dem Tod des Kongressabgeordneten George Swinton Legaré wurde Whaley bei der fälligen Nachwahl im ersten Wahlbezirk von South Carolina als dessen Nachfolger in das US-Repräsentantenhaus in Washington, D.C. gewählt. Dort trat er am 29. April 1913 sein neues Mandat an. Nachdem er bei den drei folgenden regulären Wahlen jeweils bestätigt wurde, konnte er bis zum 3. März 1921 im Kongress verbleiben. In diese Zeit fiel der Erste Weltkrieg. Außerdem wurden in diesen Jahren der 18. und der 19. Verfassungszusatz beraten und verabschiedet. Dabei ging es um das Prohibitionsgesetz und die bundesweite Einführung des Frauenwahlrechts.
1920 verzichtete Whaley auf eine erneute Kandidatur. In den folgenden Jahren arbeitete er wieder als Rechtsanwalt. Im Jahr 1925 wurde er beim Court of Claims angestellt. 1930 ernannte ihn Präsident Herbert Hoover zum Richter an diesem Bundesgericht. Zwischen 1939 und 1947 führte er dessen Vorsitz. Danach zog er sich in seinen Ruhestand zurück. Richard Whaley starb am 8. November 1951 in seiner Geburtsstadt Charleston.